# Anastasija Taranovová
Anastasija Taranovová-Potapovová (rusky Анастасия Таранова-Потапова) (* 6. září 1985) je ruská atletka, halová mistryně Evropy v trojskoku.

## Kariéra
V roce 2003 získala ve finském Tampere zlatou medaili na juniorském mistrovství Evropy. O rok později se stala v Grossetu také juniorskou mistryní světa. Na mistrovství Evropy do 22 let v roce 2007 v Debrecínu vybojovala bronzovou medaili. Na halovém ME v Turíně 2009 získala zlatou medaili, když si ve finále zlepšila hodnotu osobního rekordu na 14,68 m. Druhá Slovinka Marija Šestaková skočila o osm cm méně.
Věnuje se též skoku do dálky.